# Superliga de Dinamarca 2019-20
La Superliga de Dinamarca 2019-20 (oficialmente 3F Superliga por razones de patrocinio) fue la trigésima edición de la Superliga Danesa. La temporada comenzó el 12 de julio de 2019 y concluyó el 29 de julio de 2020. El FC Copenhague fue el campeón defensor.

## Formato
Los 14 equipos participantes jugaron entre sí todos contra todos dos veces totalizando 26 partidos cada uno, al término de la fecha 26 los seis primeros clasificados pasaron a jugar el Grupo campeonato, mientras que los otros ocho pasaron a jugar el grupo descenso. Los puntos obtenidos hasta la fecha 26 fueron transferidos a la segunda fase, ya sea al Grupo Campeonato o Grupo Descenso.
En el grupo campeonato los equipos jugaron entre sí otras dos veces más sumando diez partidos más, el primer clasificado se coronó campeón de la liga y obtuvo un cupo para la Segunda ronda de la Liga de Campeones de la UEFA 2020-21, mientras que el subcampeón obtuvo un cupo para la Segunda ronda de la Liga Europa de la UEFA 2020-21. El tercer equipo clasificado jugó los Play-offs de clasificación para la Liga Europa 2020-21 contra un equipo proveniente del Grupo descenso.
En el grupo descenso los ocho equipos fueron divididos en dos grupos dentro de los cuales jugarán todos contra todos dos veces sumando seis partidos más, el primer y segundo clasificado de cada grupo pasaron a jugar los play-offs para la Liga Europa 2020-21, los dos 3 de cada grupo jugaron los play-off de descenso entre ellos mismos por un lugar en la Superliga 2020-21 y los 2 últimos de cada grupo descendieron directamente a la Segunda División 2020-21.
Un cupo para la Tercera ronda de la Liga Europea 2020-21 fue asignado al campeón de la Copa de Dinamarca.

## Ascensos y descensos
| Pos. | Descendido de Superliga de Dinamarca 2018-19 |
| ---- | -------------------------------------------- |
| 12.º | Vendsyssel                                   |
| 14.º | Vejle                                        |

| Pos. | Ascendido de Primera División de Dinamarca 2018-19 |
| ---- | -------------------------------------------------- |
| 1.º  | Silkeborg                                          |
| 3.º  | Lyngby                                             |

## Equipos participantes
| Club         | Ciudad     | Entrenador        | Estadio                | Capacidad |
| ------------ | ---------- | ----------------- | ---------------------- | --------- |
| Aalborg      | Aalborg    | Jacob Friis       | Aalborg Portland Park  | 13.797    |
| Aarhus       | Aarhus     | David Nielsen     | Ceres Park             | 20.032    |
| Brøndby      | Copenhague | Niels Frederiksen | Brøndby Stadium        | 29.000    |
| Copenhague   | Copenhague | Ståle Solbakken   | Parken Stadion         | 42.305    |
| Esbjerg      | Esbjerg    | Troels Bech       | Blue Water Arena       | 18.000    |
| Hobro        | Hobro      | Peter Sørensen    | DS Arena               | 10.700    |
| Horsens      | Horsens    | Bo Henriksen      | CASA Arena Horsens     | 10.400    |
| Lyngby       | Lyngby     | Christian Nielsen | Lyngby Stadion         | 9.680     |
| Midtjylland  | Herning    | Brian Priske      | MCH Arena              | 11.800    |
| Nordsjælland | Farum      | Flemming Pedersen | Right to Dream Park    | 9.900     |
| Odense       | Odense     | Jakob Michelsen   | Odense Stadion         | 15.790    |
| Randers      | Randers    | Thomas Thomasberg | BioNutria Park Randers | 12.000    |
| Silkeborg    | Silkeborg  | Kent Nielsen      | JYSK Park              | 10.000    |
| SønderjyskE  | Haderslev  | Glen Riddersholm  | Sydbank Park           | 10.000    |

### Relevo de entrenadores
| Club        | Entrenador (Jornadas)                                   |
| ----------- | ------------------------------------------------------- |
| Midtjylland | Kenneth Andersen (1-6) Brian Priske (7-)                |
| Esbjerg     | John Lammers (1-9) Lars Olsen (10-26) Troels Bech (27-) |

## Temporada regular

### Tabla de posiciones
| Pos. | Equipo       | Pts. | PJ | G  | E  | P  | GF | GC | Dif. | Clasificación 2019–20    |
| ---- | ------------ | ---- | -- | -- | -- | -- | -- | -- | ---- | ------------------------ |
| 1    | Midtjylland  | 65   | 26 | 21 | 2  | 3  | 42 | 14 | +28  | Ronda por el campeonato  |
| 2    | Copenhague   | 56   | 26 | 18 | 2  | 6  | 47 | 29 | +18  | Ronda por el campeonato  |
| 3    | Aarhus       | 47   | 26 | 14 | 5  | 7  | 42 | 28 | +14  | Ronda por el campeonato  |
| 4    | Brøndby      | 42   | 26 | 13 | 3  | 10 | 47 | 37 | +10  | Ronda por el campeonato  |
| 5    | Nordsjælland | 41   | 26 | 12 | 5  | 9  | 48 | 35 | +13  | Ronda por el campeonato  |
| 6    | Aalborg      | 38   | 26 | 11 | 5  | 10 | 45 | 33 | +12  | Ronda por el campeonato  |
| 7    | Randers      | 35   | 26 | 10 | 5  | 11 | 39 | 35 | +4   | Ronda por la permanencia |
| 8    | Horsens      | 34   | 26 | 10 | 4  | 12 | 25 | 44 | −19  | Ronda por la permanencia |
| 9    | Odense       | 33   | 26 | 9  | 6  | 11 | 34 | 30 | +4   | Ronda por la permanencia |
| 10   | Lyngby       | 32   | 26 | 9  | 5  | 12 | 31 | 45 | −14  | Ronda por la permanencia |
| 11   | SønderjyskE  | 27   | 26 | 6  | 9  | 11 | 31 | 44 | −13  | Ronda por la permanencia |
| 12   | Hobro        | 23   | 26 | 3  | 14 | 9  | 25 | 35 | −10  | Ronda por la permanencia |
| 13   | Esbjerg      | 18   | 26 | 4  | 6  | 16 | 22 | 44 | −22  | Ronda por la permanencia |
| 14   | Silkeborg    | 16   | 26 | 3  | 7  | 16 | 31 | 55 | −24  | Ronda por la permanencia |

Actualizado a los partidos jugados el 7 de junio de 2020.
 Fuente: Danish Football Association, Soccerway

### Tabla de resultados cruzados
| Local \ Visitante | AAB | AGF | BRO | COP | ESB | HOB | HOR | LYN | MID | NOR | ODE | RAN | SIL | SON |
| ----------------- | --- | --- | --- | --- | --- | --- | --- | --- | --- | --- | --- | --- | --- | --- |
| Aalborg           | —   | 2–3 | 3–2 | 1–0 | 4–0 | 1–1 | 4–0 | 3–0 | 0–1 | 1–3 | 1–0 | 0–3 | 3–1 | 1–1 |
| Aarhus            | 3–0 | —   | 2–1 | 1–2 | 1–0 | 0–0 | 2–0 | 1–1 | 0–1 | 3–1 | 1–0 | 1–1 | 3–4 | 4–2 |
| Brøndby           | 2–1 | 0–3 | —   | 3–1 | 2–1 | 1–1 | 1–2 | 1–0 | 1–2 | 4–2 | 3–2 | 5–2 | 3–0 | 1–0 |
| Copenhague        | 3–2 | 2–1 | 2–1 | —   | 3–1 | 2–1 | 0–1 | 2–0 | 0–0 | 3–1 | 2–1 | 2–1 | 4–2 | 3–0 |
| Esbjerg           | 1–1 | 1–2 | 3–1 | 1–0 | —   | 1–1 | 1–1 | 1–0 | 1–2 | 1–2 | 0–1 | 0–3 | 2–2 | 1–2 |
| Hobro             | 0–2 | 1–1 | 0–2 | 2–1 | 1–1 | —   | 0–0 | 2–2 | 0–2 | 2–2 | 0–0 | 2–2 | 1–1 | 1–1 |
| Horsens           | 0–5 | 1–2 | 3–2 | 0–2 | 1–1 | 1–0 | —   | 2–1 | 0–2 | 0–3 | 2–1 | 1–2 | 2–1 | 2–1 |
| Lyngby            | 2–0 | 2–1 | 0–3 | 1–4 | 2–0 | 2–1 | 2–1 | —   | 0–3 | 1–1 | 4–3 | 2–0 | 1–0 | 0–3 |
| Midtjylland       | 1–0 | 1–3 | 1–0 | 4–1 | 1–0 | 1–1 | 0–1 | 2–0 | —   | 2–1 | 0–1 | 2–1 | 2–1 | 3–0 |
| Nordsjælland      | 2–1 | 0–1 | 2–2 | 0–1 | 2–0 | 2–1 | 6–0 | 1–1 | 0–1 | —   | 2–0 | 3–0 | 2–2 | 2–1 |
| Odense            | 0–0 | 1–2 | 0–2 | 2–3 | 3–1 | 2–1 | 3–0 | 4–1 | 1–2 | 3–1 | —   | 1–0 | 1–1 | 0–0 |
| Randers           | 3–3 | 2–0 | 2–2 | 0–1 | 3–0 | 0–1 | 2–1 | 2–1 | 0–2 | 3–1 | 0–0 | —   | 2–0 | 3–0 |
| Silkeborg         | 0–2 | 2–1 | 0–1 | 1–1 | 1–2 | 2–3 | 0–3 | 2–3 | 0–2 | 0–2 | 0–3 | 2–1 | —   | 3–3 |
| SønderjyskE       | 1–3 | 0–0 | 2–1 | 1–2 | 2–1 | 3–1 | 0–0 | 2–2 | 0–2 | 1–4 | 1–1 | 2–1 | 2–2 | —   |

## Ronda por el campeonato

### Clasificación
| Pos. | Equipo          | Pts. | PJ | G  | E | P  | GF | GC | Dif. | Clasificación 2020–21                 |
| ---- | --------------- | ---- | -- | -- | - | -- | -- | -- | ---- | ------------------------------------- |
| 1    | Midtjylland (C) | 82   | 36 | 26 | 4 | 6  | 61 | 28 | +33  | Segunda Ronda de la Liga de Campeones |
| 2    | Copenhague      | 68   | 36 | 21 | 5 | 10 | 58 | 42 | +16  | Segunda Ronda de la Liga Europa       |
| 3    | Aarhus          | 64   | 36 | 19 | 7 | 10 | 58 | 41 | +17  | Playoffs para la Liga Europa          |
| 4    | Brøndby         | 56   | 36 | 16 | 8 | 12 | 56 | 42 | +14  |                                       |
| 5    | Aalborg         | 54   | 36 | 16 | 6 | 14 | 54 | 44 | +10  |                                       |
| 6    | Nordsjælland    | 47   | 36 | 13 | 8 | 15 | 59 | 54 | +5   |                                       |

Actualizado a los partidos jugados el 26 de julio de 2020.
 Fuente: Soccerway

### Tabla de resultados cruzados
| Local \ Visitante | AAB | AGF | BRO | COP | MID | NOR |
| ----------------- | --- | --- | --- | --- | --- | --- |
| Aalborg           | —   | 1–0 | 2–0 | 0–1 | 0–2 | 0–4 |
| Aarhus            | 1–4 | —   | 0–1 | 1–0 | 3–0 | 2–1 |
| Brøndby           | 0–1 | 0–0 | —   | 1–1 | 1–1 | 4–0 |
| Copenhague        | 2–0 | 2–4 | 0–0 | —   | 1–2 | 2–1 |
| Midtjylland       | 1–2 | 3–4 | 0–0 | 3–1 | —   | 6–3 |
| Nordsjælland      | 0–0 | 1–1 | 0–2 | 1–1 | 0–1 | —   |

## Ronda por la permanencia

### Grupo A
| Pos. | Equipo      | Pts. | PJ | G  | E  | P  | GF | GC | Dif. | Clasificación                                    |
| ---- | ----------- | ---- | -- | -- | -- | -- | -- | -- | ---- | ------------------------------------------------ |
| 1    | Odense      | 43   | 32 | 12 | 7  | 13 | 43 | 42 | +1   | Playoffs para la Liga Europa                     |
| 2    | SønderjyskE | 38   | 32 | 9  | 11 | 12 | 37 | 49 | −12  | Tercera Ronda de la Liga Europa                  |
| 3    | Lyngby (O)  | 34   | 32 | 9  | 7  | 16 | 34 | 54 | −20  | Clasifica a playoffs de descenso                 |
| 4    | Silkeborg   | 26   | 32 | 6  | 8  | 18 | 43 | 59 | −16  | Descenso a Primera División de Dinamarca 2020-21 |

Actualizado a los partidos jugados el 8 de julio de 2020.
 Fuente: Soccerway
Notas:
1. ↑  Tras ganar la Copa de Dinamarca 2019-20, el SønderjyskE obtuvo un cupo para la Tercera ronda de la Liga Europa 2020-21

#### Tabla de resultados cruzados
| Local \ Visitante | LYN | ODE | SIL | SON |
| ----------------- | --- | --- | --- | --- |
| Lyngby            | —   | 1–2 | 0–0 | 1–1 |
| Odense            | 3–1 | —   | 1–3 | 2–0 |
| Silkeborg         | 2–0 | 6–0 | —   | 1–2 |
| SønderjyskE       | 1–0 | 1–1 | 1–0 | —   |

### Grupo B
| Pos. | Equipo  | Pts. | PJ | G  | E  | P  | GF | GC | Dif. | Clasificación                                    |
| ---- | ------- | ---- | -- | -- | -- | -- | -- | -- | ---- | ------------------------------------------------ |
| 1    | Horsens | 46   | 32 | 13 | 7  | 12 | 36 | 50 | −14  | Playoffs para la Liga Europa                     |
| 2    | Randers | 45   | 32 | 13 | 6  | 13 | 51 | 45 | +6   | Playoffs para la Liga Europa                     |
| 3    | Hobro   | 30   | 32 | 5  | 15 | 12 | 35 | 48 | −13  | Clasifica a playoffs de descenso                 |
| 4    | Esbjerg | 22   | 32 | 5  | 7  | 20 | 32 | 58 | −26  | Descenso a Primera División de Dinamarca 2020-21 |

Actualizado a los partidos jugados el 8 de julio de 2020.
 Fuente: Soccerway

#### Tabla de resultados cruzados
| Local \ Visitante | ESB | HOB | HOR | RAN |
| ----------------- | --- | --- | --- | --- |
| Esbjerg           | —   | 1–3 | 1–2 | 4–2 |
| Hobro             | 2–1 | —   | 1–1 | 2–3 |
| Horsens           | 2–2 | 3–2 | —   | 0–0 |
| Randers           | 3–1 | 4–0 | 0–3 | —   |

## Play-offs para la Liga Europa

### Cuartos de final
| Equipo 1 | Agr. | Equipo 2 | Ida | Vuelta |
| -------- | ---- | -------- | --- | ------ |
| Randers  | 2–3  | Odense   | 2–1 | 0–2    |

### Semifinal
| Equipo 1 | Agr. | Equipo 2 | Ida | Vuelta |
| -------- | ---- | -------- | --- | ------ |
| Odense   | 4–2  | Horsens  | 3–1 | 1–1    |

### Final
En la final se enfrentaron el tercero del Grupo campeonato contra el ganador de la semifinal. El ganador obtuvo el último cupo para la Liga Europa 2020-21.
| Equipo 1 | Resultado | Equipo 2 |
| -------- | --------- | -------- |
| Aarhus   | 2–1       | Odense   |

## Playoffs de relegación
Debido a la reducción de la liga de 14 a 12 equipos para la próxima temporada, el play-off de relegación fue disputado entre los terceros del Grupo A y B, el ganador siguió en la liga para la próxima temporada y el perdedor descendió a la Primera División de Dinamarca 2020-21.
| Equipo 1 | Agr. | Equipo 2 | Ida | Vuelta |
| -------- | ---- | -------- | --- | ------ |
| Hobro    | 3–4  | Lyngby   | 1–2 | 2–2    |

## Goleadores
Actualizado al 29 de julio de 2020
| Rank | Jugador           | Club                  | Goles |
| ---- | ----------------- | --------------------- | ----- |
| 1    | Ronnie Schwartz   | Silkeborg/Midtjylland | 18    |
| 2    | Kamil Wilczek     | Brøndby               | 17    |
| 2    | Patrick Mortensen | Aarhus                | 17    |
| 4    | Sander Svendsen   | Odense                | 12    |
| 5    | Mikkel Damsgaard  | Nordsjælland          | 11    |
| 5    | Mohammed Kudus    | Nordsjælland          | 11    |
| 7    | Bashkim Kadrii    | Odense                | 10    |
| 7    | Lucas Andersen    | Aalborg               | 10    |
| 7    | Tom van Weert     | Aalborg               | 10    |
| 10   | Pieros Sotiriou   | Copenhagen            | 9     |